# Pauline Musters
Pauline Musters (née à Ossendrecht aux Pays-Bas le 26 février 1876, morte à New York le 1er mars 1895) détient en 2011 le record mondial de la femme la plus petite ayant jamais été mesurée.
Mesurant 30 cm à la naissance, elle avait atteint 55 cm à l'âge de 9 ans ; elle pesait alors 15 kg. Elle décéda à l'âge de 19 ans d'une pneumonie et d'une méningite. Sa taille exacte à ce moment-là n'est pas connue ; à la suite d'un léger étirement post mortem, elle mesurait 61 cm.
Depuis le 16 décembre 2011, la femme adulte vivante la plus petite au monde est l'Indienne Jyoti Amge (62,8 cm),.
L'être humain adulte le plus petit ayant été mesuré est un homme, le Népalais Chandra Bahadur Dangi (1939-2015), qui mesurait 54,6 cm.